# Adolf Emil Büchner

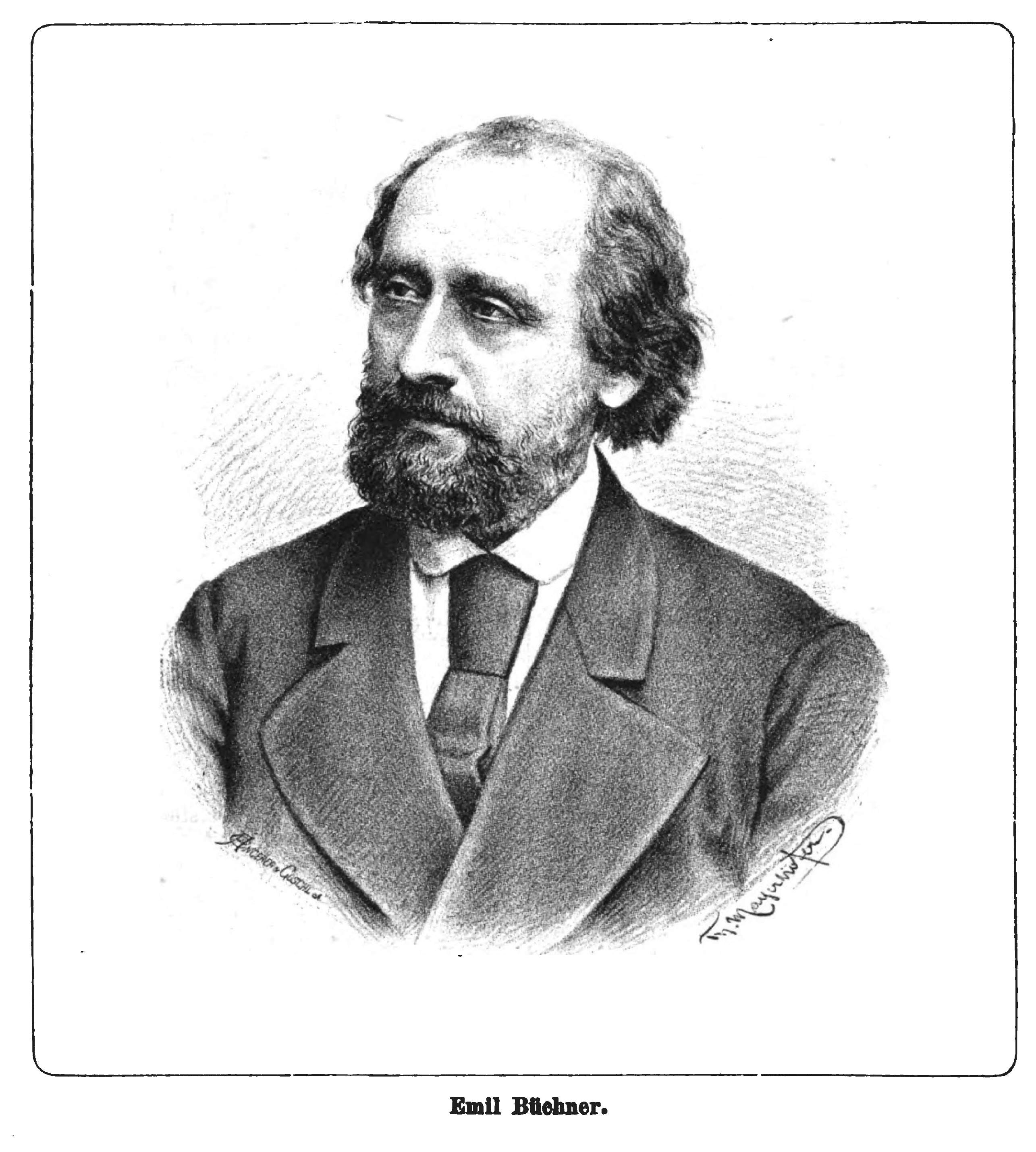
Adolf Emil Büchner

Adolf Emil Büchner (* 7. Dezember 1826 in Osterfeld; † 9. Juni 1908 in Erfurt) war ein deutscher Dirigent und Kapellmeister des 19. Jahrhunderts. Er verfasste weiterhin zahlreiche Kompositionen, darunter Opern, Kammermusik, Chorwerke und Sinfonien.
Schon in seiner Kindheit von seinen Eltern musikalisch gefördert, absolvierte Adolf Emil Büchner als Schüler das Leipziger Konservatorium. Nach zahlreichen Engagements als Dirigent war er von 1865 an Hofkapellmeister und Dirigent der Meininger Hofkapelle in der Residenzstadt Meiningen. 
Büchner und die Hofkapelle veranstalteten zusammen mit Franz Liszt 1867 in Meiningen das Fest des „Allgemeinen deutschen Musikvereins“. 1876 stellte er auf Wunsch von Richard Wagner das Hauptkontingent des Festspielorchesters bei den ersten Bayreuther Festspielen, das danach viele weitere Jahre bei den Festspielen mitwirkte. Das Orchester konnte Büchner während seiner Zeit  als Kapellmeister zu einer beachtlichen Qualitätssteigerung bringen. 1880 übergab er seinem berühmten Nachfolger Hans von Bülow die Kapelle, das sich weiter zu einem bekannten europäischen Spitzenorchester entwickelte. 
1881 wurde Adolf Emil Büchner pensioniert und siedelte nach Erfurt über. Dort leitete er von 1882 bis 1898 den „Sollerschen Musikverein“. Zu seinem 80. Geburtstag bekam er schließlich von Herzog Georg II. den Titel Professor verliehen.
Büchner war Mitglied der Leipziger Freimaurerloge Minerva zu den drei Palmen.